# Спальник
Спа́льник — придворный чин в Русском государстве в XV—XVII веках, находился в подчинении у постельничего. Спальники дежурили в комнате государя, раздевали и одевали его, сопровождали во время поездок. Обычно спальниками становились молодые люди знатного происхождения.
Должность спальника обеспечивала благоприятные условия для придворной карьеры. Спальники из аристократических родов получали от царя пожалование в бояре, а из менее знатных семей — в окольничие. Бывшие спальники пользовались особой близостью к государю, их называли комнатными или ближними боярами.